# Marc Joulaud

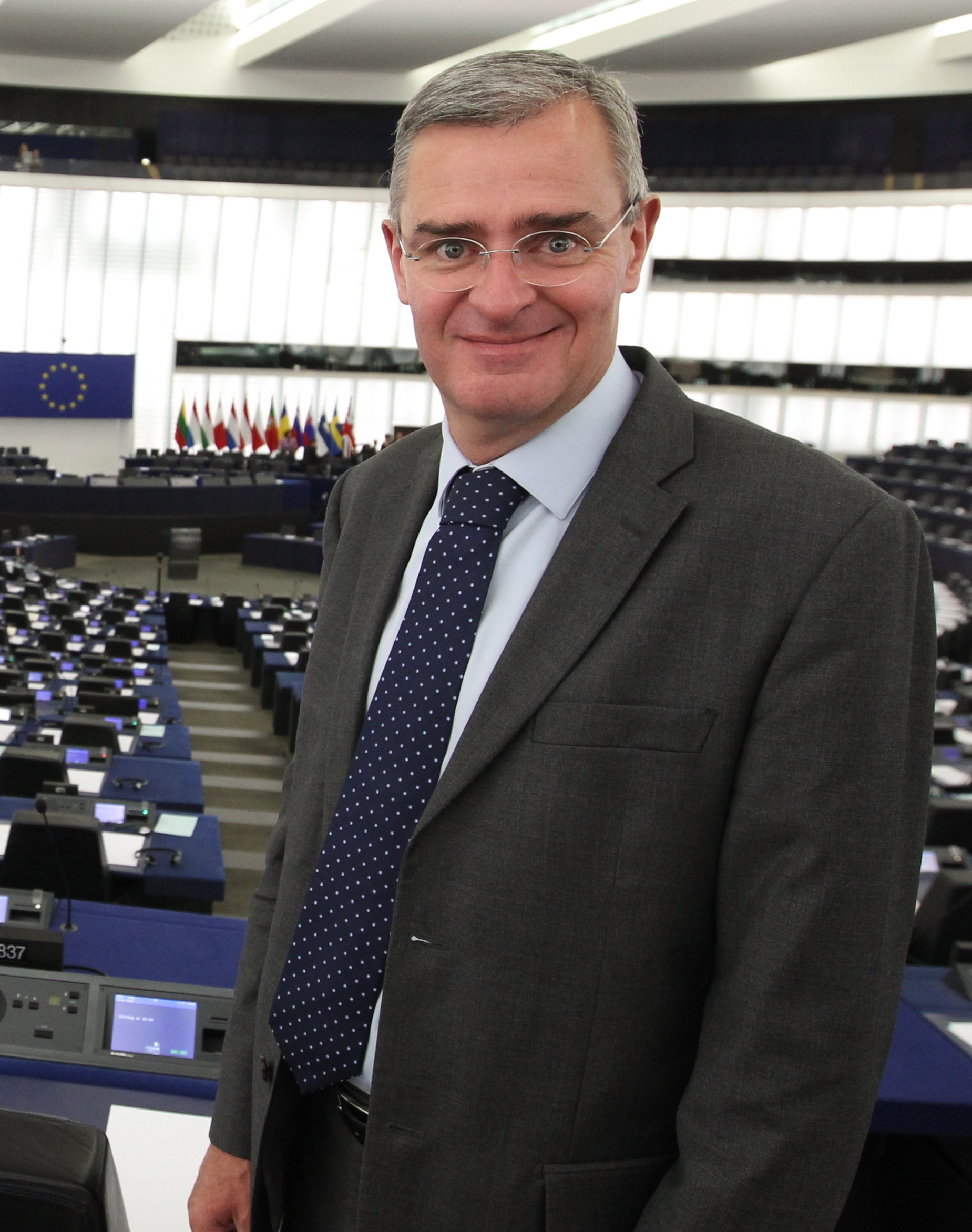
Marc Joulaud (2014)

Marc Joulaud (* 3. September 1967 in Mayenne) ist ein französischer Politiker der Union pour un mouvement populaire.

## Leben
Joulaud war Abgeordneter der Nationalversammlung. Seit 2014 ist er Abgeordneter im Europäischen Parlament. Joulaud ist Mitglied im Ausschuss für regionale Entwicklung, in der Delegation im Gemischten Parlamentarischen Ausschuss EU-Mexiko und in der Delegation in der Parlamentarischen Versammlung Europa-Lateinamerika.